# Eva Pepelnak
Eva Pepelnak (* 4. Oktober 2000) ist eine slowenische Leichtathletin, die sich auf den Dreisprung spezialisiert hat.

## Sportliche Laufbahn
Erste internationale Erfahrungen sammelte Eva Pepelnak im Jahr 2015, als sie beim Europäischen Olympischen Jugendfestival (EYOF) in Tiflis mit einer Weite von 12,87 m die Bronzemedaille gewann. Im Jahr darauf sicherte sie sich dann bei den erstmals ausgetragenen Jugendeuropameisterschaften ebendort mit 13,03 m die Silbermedaille und 2017 belegte sie bei den U18-Weltmeisterschaften in Nairobi mit 12,79 m den sechsten Platz. 2018 erreichte sie bei den U20-Weltmeisterschaften in Tampere mit einer Weite von 13,68 m Rang vier und 2019 wurde sie bei den U20-Europameisterschaften im schwedischen Borås mit 13,13 m Fünfte. 2021 belegte sie bei den Balkan-Meisterschaften in Smederevo mit 13,29 m den sechsten Platz und anschließend erreichte sie bei den U23-Europameisterschaften in Tallinn mit 13,69 m Rang vier. Im Jahr darauf klassierte sie sich bei den Balkan-Meisterschaften in Craiova mit 13,53 m auf Rang sechs und anschließend gelangte sie bei den Mittelmeerspielen in Oran mit 13,36 s auf Rang fünf. 2023 schied sie bei den Halleneuropameisterschaften in Istanbul mit 13,32 m in der Qualifikationsrunde aus. Im Juli belegte sie bei den Balkan-Meisterschaften in Kraljevo mit 13,52 m den fünften Platz, ehe sie bei den Weltmeisterschaften in Budapest mit 13,60 m in der Qualifikationsrunde ausschied. Im Jahr darauf wurde sie bei den Balkan-Meisterschaften in Izmir mit 13,12 m 13.
In den Jahren 2019, 2022 und 2023 wurde Pepelnak slowenische Meisterin im Dreisprung im Freien sowie 2023 in der Halle.